# 光滑尖指蟹
光滑尖指蟹（学名：Caphyra laevis）为梭子蟹科尖指蟹属的动物。分布于斐济群岛、澳大利亚、新喀里多尼亚岛、印度尼西亚以及中国大陆的西沙群岛等地，生活环境为海水，主要与腔肠动物海鸡头共栖。